# FV4005

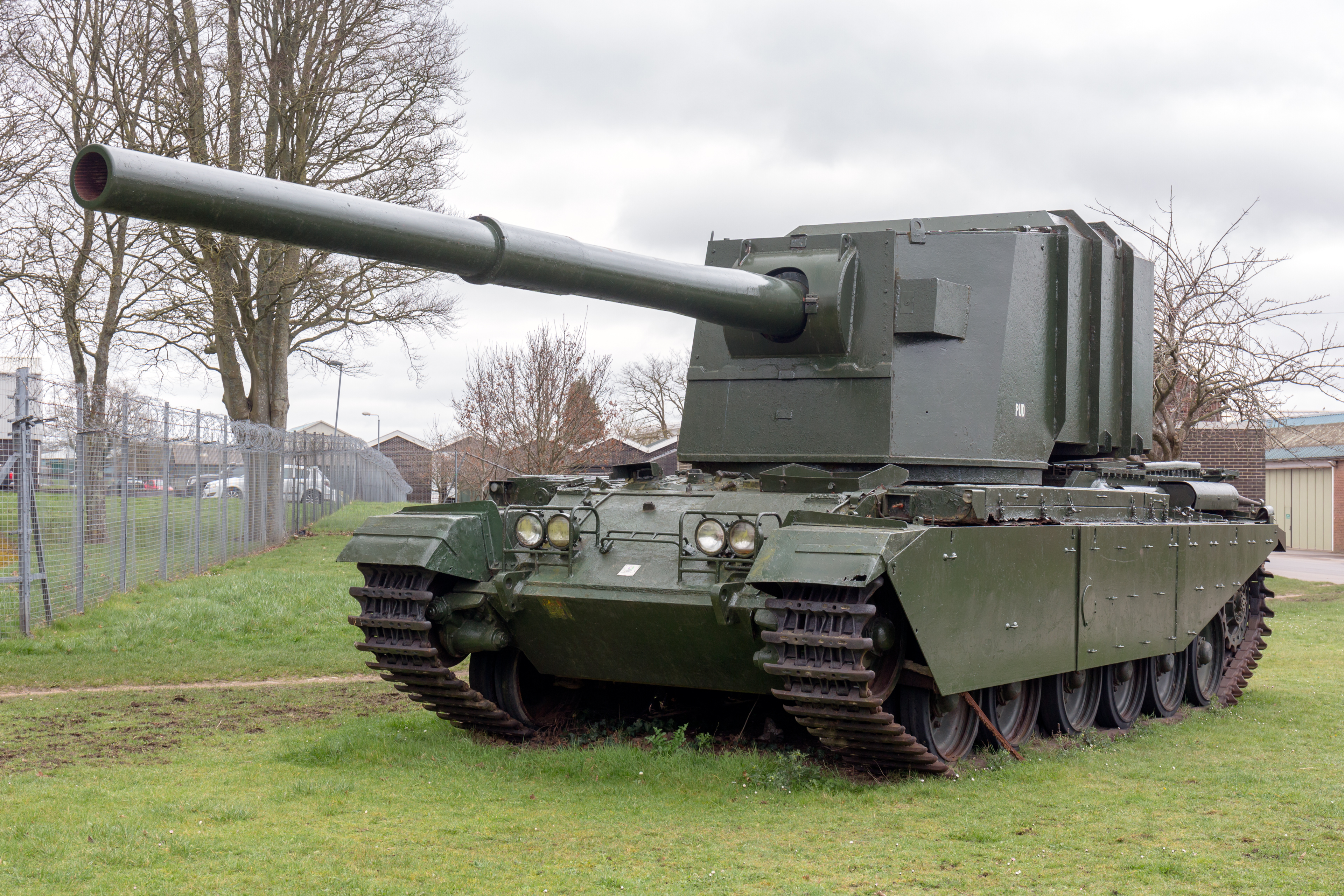
FV4005 stageⅡ

FV4005は、イギリスで1950年代に開発された対戦車車両である。

## 開発経緯
冷戦が始まる1950年代初頭、ソ連は1944年頃からIS-3を配備し連合国首脳を驚かせた。アメリカやイギリスはソ連に対抗しうる戦車の開発を急ぎ、この中でFV4005は生まれた。
イギリスでは対抗策としてFV214コンカラー重戦車が開発されたが、これに先立って開発されたのが、L1 120mmライフル砲をセンチュリオン戦車の車体に搭載したFV4004 コンウェイである。FV4004は当初、センチュリオンの車体に限定旋回の主砲を搭載したが、すぐに全周旋回能力を持つ砲塔が装備された。移動時には砲身を後ろに回して、車体後部のトラベリング・ロックで固定する設計だった。しかし、センチュリオンに120mmクラスの戦車砲を乗せるのは無理があり全体の重量バランスはかなり危険な状態であった。
その後、FV4004の計画は1951年に中止され、試作車両1両が完成するにとどまった。しかし、イギリスは諦めずに新たに開発したのがこのFV4005である。

## 概要
FV4005はヴィッカース・アームストロングによって開発された。
車体は当時最新の主力戦車であったセンチュリオンMk.3を使用し、その上に限定旋回砲塔と新たに開発された183mm(7.2インチ)L4砲が搭載された。この砲はHESH(粘着榴弾)重量約104.8 ㎏(231lbs)のみを使用し、分離装薬式であった。
しかし砲弾の重量が影響し、人力での装填では1分間にわずか6発しか射撃できない性能であった。そこで半自動装填装置を搭載したものがFV4005 stage Ⅰである。しかし、183mm砲の自動装填装置は分離装薬式のため2つ搭載しなければならず、その半自動装填装置の効果も装填手の負担軽減にとどまった。その巨大な機構は砲塔に収まりきらず乗員の保護が出来ないため計画は破棄された。そこで自動装填装置を廃したFV4005 stage Ⅱが作られた。砲塔は厚さが全周14mm、搭載砲弾12発、乗員の乗降や弾薬補給は砲塔後部のハッチで行った。砲塔の可動域は増えたものの重量の関係もあり左右90度までが限界であった。

## その後
FV4005はその後、対戦車ミサイルの性能向上により存在意義を失い1957年に開発中止となった。現在はイギリスのボービントン戦車博物館に屋外展示されている。
- - （YOUTUBE動画）FV4005を再生する動画